# Trimet Aluminium

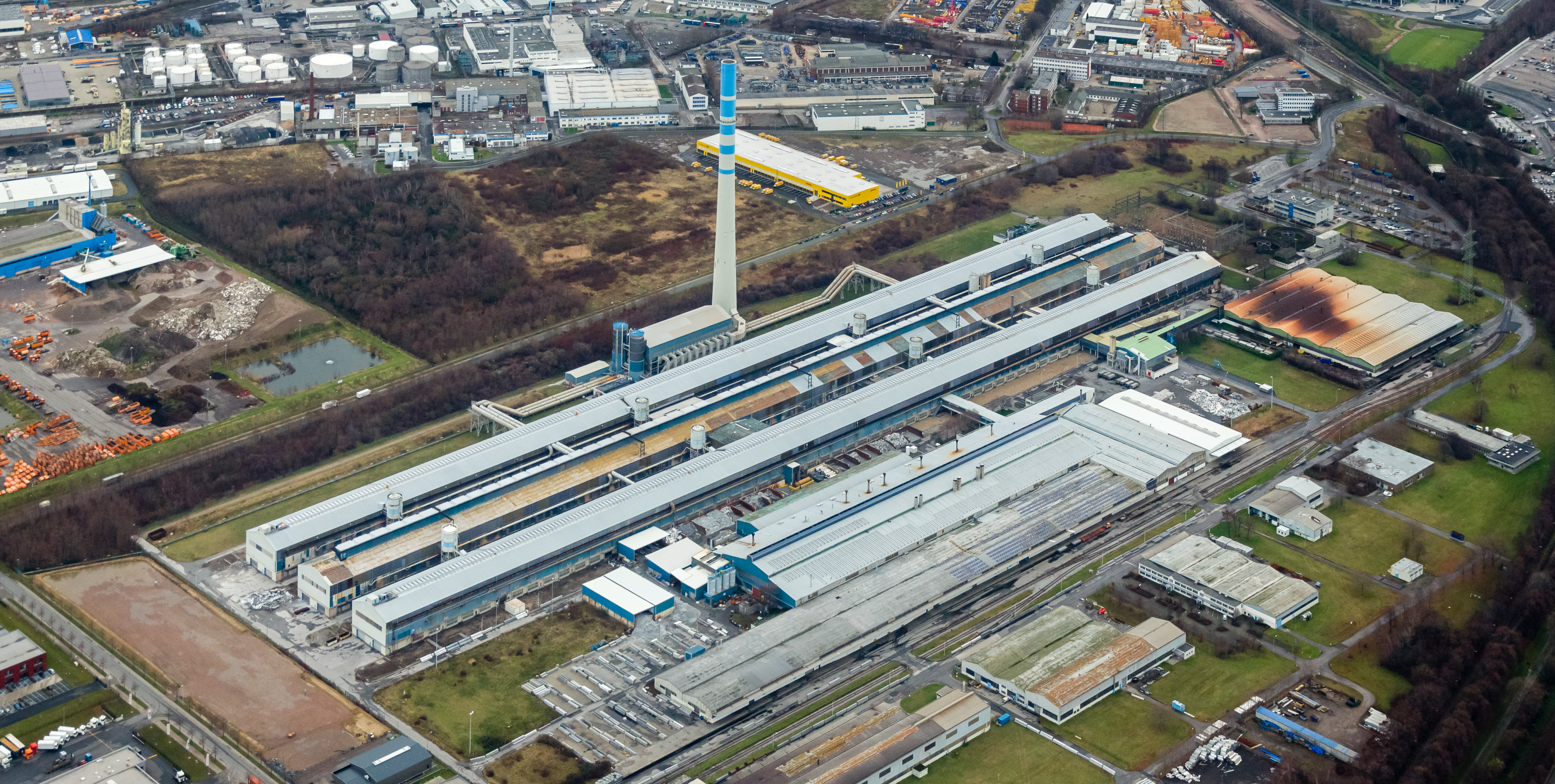
Luftaufnahme der Aluminium-Hütte in Essen

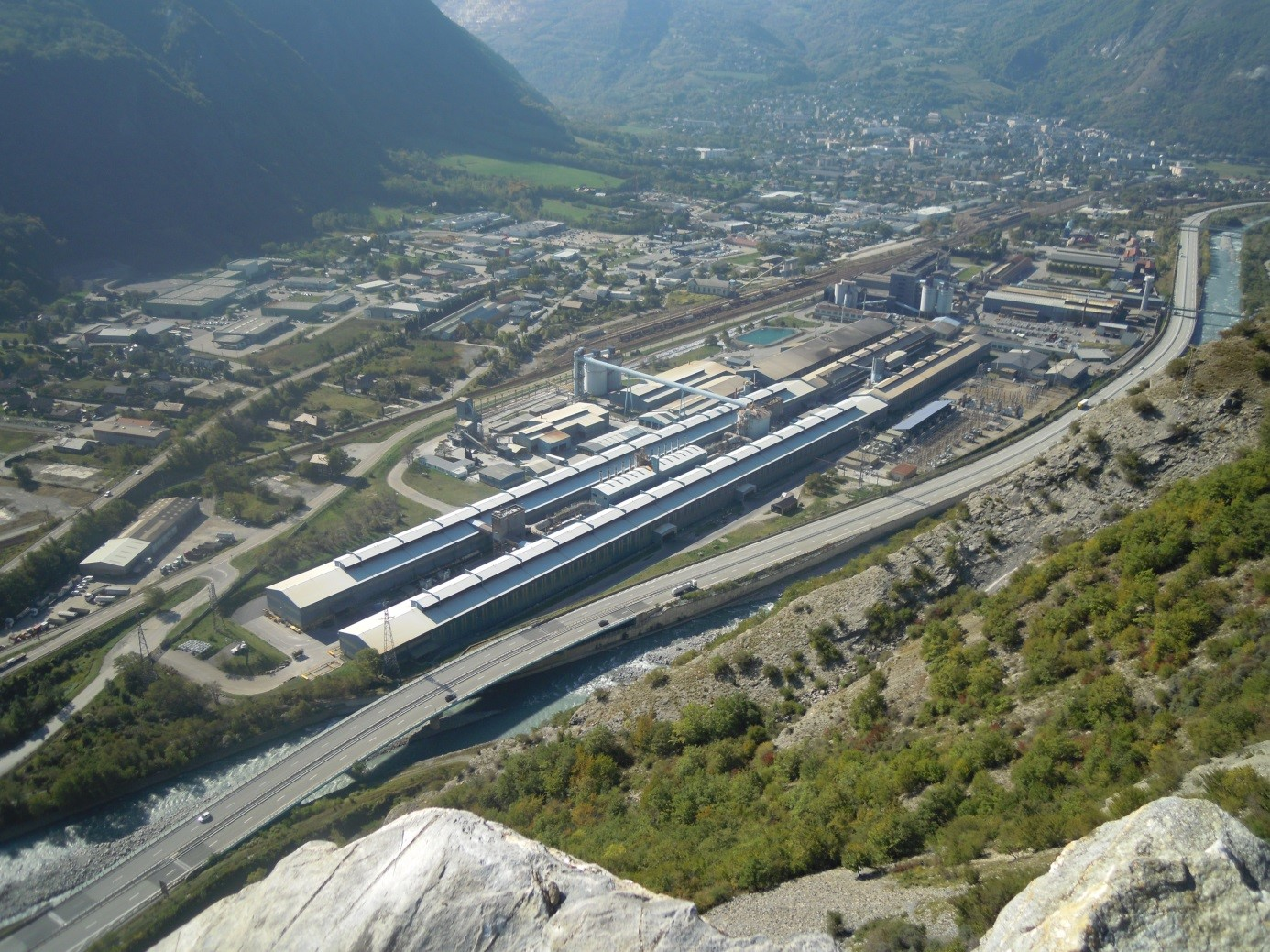
Aluminium-Hütte in Saint-Jean-de-Maurienne

Die Trimet Aluminium SE (Eigenschreibweise: TRIMET) ist ein konzernunabhängiger deutscher Aluminiumhersteller.
Das Unternehmen produziert Primäraluminium, auch Hüttenaluminium genannt, und Sekundäraluminium aus Aluminiumschrott. Als einziger deutscher Primäraluminiumhersteller (Stand 03/2025) betreibt das Unternehmen Werke in Essen, Hamburg, Voerde und ein Tochterunternehmen in Saint-Jean-de-Maurienne. Die Sekundäraluminiumgewinnung erfolgt in Gelsenkirchen und Harzgerode. An den beiden französischen Standorten Saint-Jean-de-Maurienne und Castelsarrasin wird Aluminiumdraht hergestellt, der unter anderem zu elektrischen Leitungen in der Energie- und zu Verbindungselementen in der Automobilindustrie weiterverarbeitet wird. Ein weiteres Geschäftsfeld sind die dazugehörenden Aluminiumhandels- und Entwicklungsdienstleistungen.

## Geschichte
Am 7. Mai 1985 von Heinz-Peter Schlüter als Handelsgesellschaft für Metall in Düsseldorf gegründet, wurde Trimet 1988 in eine Aktiengesellschaft umgewandelt. 1993 erwarb Trimet das Gelsenkirchener Recyclingwerk für Aluminium und wurde zum Produzenten, 1994 folgte der Schritt in die Primäraluminium-Produktion durch den Kauf der Aluminiumhütte in Essen. Zwei Druckgießereien in Sömmerda (Thüringen) und Harzgerode (Sachsen-Anhalt) kamen 2001 hinzu.
Um ihre Kapazitäten zu erhöhen, kaufte Trimet am 10. November 2006 die Aluminiumhütte (Elektrolyseanlage) und das Anodenwerk des im Jahr zuvor stillgelegten Hamburger Aluminium-Werks. Erste Verhandlungen hatten bereits im Oktober 2005 stattgefunden, waren aber gescheitert. 2007 nahm Trimet die von den Vorbesitzern stillgelegte Aluminiumhütte in Hamburg-Altenwerder wieder in Betrieb. Hierfür wurde Trimet im Jahr 2011 im Wettbewerb Großer Preis des Mittelstandes der Oskar-Patzelt-Stiftung ausgezeichnet.
Im Dezember 2013 übernahm Trimet die Produktionsstandorte Saint-Jean-de-Maurienne und Castelsarrasin in Frankreich mit insgesamt 500 Mitarbeitern. Im Mai 2014 übernahm Trimet die Aluminiumhütte und Anodenfabrik der insolventen Voerde Aluminium GmbH mit 280 Mitarbeitern.
Mit dem Innovationspreis „NRW – Wirtschaft im Wandel“ wurde Trimet 2015 für das Projekt „Virtuelle Batterie“ und 2018 für das Projekt „Berufsbildung für Flüchtlinge“ ausgezeichnet.
Im August 2018 brachte Trimet seine Automotive-Sparte in ein Joint Venture mit dem chinesischen Automotive-Spezialisten Bohai Automotive Systems Co., Ltd. ein, die zur BAIC-Gruppe (Beijing Automotive Group) gehört. Der Zusammenschluss betraf die beiden Druckgussstandorte Harzgerode und Sömmerda, an denen Trimet über das Joint Venture noch 25 Prozent der Anteile hielt. 2022 veräußerte Trimet die verbleibenden Anteile an Bohai Automotive Systems.
Seit Ende November 2018 leitet Philipp Schlüter – der älteste Sohn des Firmengründers – als Vorstandsvorsitzender die operativen Führungsspitze des TRIMET.
Trimet drosselte ab Herbst 2021 die Aluminiumproduktion aufgrund der gestiegenen Strompreise am Energiemarkt. In der ersten Jahreshälfte 2022 verkaufte Trimet den auf dem Terminmarkt zuvor noch vergleichsweise billig gekauften Strom zu den inzwischen stark gestiegenen Preisen weiter. Dies war profitabler als dessen Nutzung für die Produktion. Durch diese Veräußerung bestehender Stromkontingente sicherte das Unternehmen den Betrieb seiner Anlagen, ohne Personalanpassungen vorzunehmen oder Kurzarbeit durchzuführen.
2021 nahm Trimet ein Forschungsprojekt für eine neue Technologie zur Produktion von Primäraluminium auf. Gemeinsam mit der Universität des Saarlandes entwickelt das Unternehmen eine sogenannte inerte Elektrolysezelle, die im Betrieb kein Kohlendioxid emittiert. Die neuartige Anode verfügt über eine Eisen-Kupfer-Nickel-Legierung, die sich nicht wie der Kohlenstoff einer herkömmlichen Graphit-Anode verbraucht, sondern erhalten bleibt und dabei Sauerstoff statt CO2 freisetzt. Mithilfe dieser Technologie will Trimet bis zum Jahr 2045 Aluminium klimaneutral herstellen.

## Soziale Verantwortung
Trimet wurde mehrmals mit dem Siegel „Ökoprofit“ ausgezeichnet. Für sein soziales Engagement hat Trimet dreimal das Siegel Arbeit plus der Evangelischen Kirche in Deutschland erhalten, unter anderem für die positive Beschäftigungsentwicklung, die Einstellung und Übernahme von Arbeitslosen und älteren Menschen sowie für besondere Arbeitszeitmodelle. Das Bundesministerium für Wirtschaft und Energie zeichnete Trimet (die KS ATAG Trimet Guss GmbH, Harzgerode) 2015 für die vorbildliche Integration ausländischer Nachwuchskräfte mit dem „Unternehmenspreis für Willkommenskultur“ aus.
2015 rief Trimet die Initiative „Berufsbildung für Flüchtlinge“ ins Leben. Zusätzlich zu den regulären Ausbildungsplätzen ermöglicht das Unternehmen Geflüchteten eine Berufsausbildung und Karriereperspektiven bei Trimet. Für die Erweiterung der Ausbildungswerkstatt und zusätzliche Ausbilder sowie für die Durchführung von Sprachkursen und Einstiegsqualifikationen nahm das Unternehmen über die Jahre rund eine Million Euro in die Hand.
Im September 2019 trat Trimet der Aluminium Stewardship Initiative (ASI) bei und wirkt seitdem an der Weiterentwicklung von Standards zur nachhaltigen Aluminiumproduktion mit. Zu den Standards zählt unter anderem eine verantwortungsvolle Herstellung von Aluminium, die den Anforderungen ökologischer und sozialer Nachhaltigkeit gerecht wird. 2023 sind mit Essen, Gelsenkirchen, Saint-Jean-de-Maurienne und Castelsarrasin vier Produktionsstandorte nach den Anforderungen der ASI zertifiziert.
Das Energiemanagementsystem der Standorte Essen, Gelsenkirchen, Hamburg, Harzgerode und Voerde ist nach DIN EN 50001 zertifiziert.

## Energieverbrauch
Laut einem Bericht der taz verbrauchte das Unternehmen ca. 1 % des Stroms in Deutschland (Stand: 2011). 2014 soll der Verbrauch bei 4,2 Milliarden Kilowattstunden gelegen haben, also etwa 0,7 % der Bruttostromerzeugung Deutschlands.
Die stärkeren Schwankungen des Stromnetzes durch die Einspeisung regenerativer Energien will Trimet mittels eines lastabhängigen (±25 %) Großverbrauchers zum Teil ausgleichen. Durch eine Flexibilisierung des Elektrolyseprozesses, die Trimet gemeinsam mit Wissenschaftspartnern entwickelt hat, kann die Aluminiumhütte in Essen ihren Arbeitspunkt verschieben und mehr oder weniger Strom als normal abnehmen. Ausgehend von der konstanten Leistungsaufnahme der Elektrolysezellen wurden technische Möglichkeiten geschaffen, die Produktionsleistung und damit den aktuellen Strombedarf sekundenschnell an die Erzeugungsleistung der erneuerbaren Energien anzupassen. So nutzt das System eine Phase mit viel Sonnen- und Windenergie, um mit dem dabei erzeugten Überschussstrom zusätzliches Aluminium zu erzeugen, während es bei einer Phase ohne viel Sonnen- und Windenergie die Produktion drosselt und in der Weiterverarbeitung vom vorproduzierten Vorrat zehrt. Der Strommangel an einem Tag wird also durch Stromüberschüsse an einem anderen Tag ausgeglichen, sodass das Stromnetz stabilisiert wird. Die Wirkung dieser „virtuellen Batterie“ ist dem Effekt eines Stromspeichers vergleichbar. Der Probebetrieb läuft seit 2019. Die Maßnahme wird mit EU-Mitteln gefördert.
Bei ökostrombedingter Stromknappheit werden die Aluminiumhütten immer öfter zeitweise vom Netz genommen. Im Februar 2014 war dies einmal für eine Stunde der Fall, im ersten Halbjahr 2015 45-mal, im Juni 2019 31-mal.